# Landsat

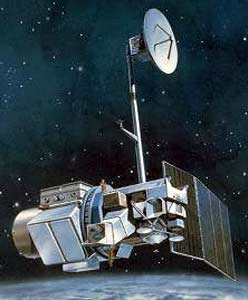
Družice Landsat 4 a 5, umělecké ztvárnění

Program Landsat je nejdéle probíhající projekt získávání kompletních fotografií Země z vesmíru. Uvedením družicových technologií, jako je program Landsat a jemu podobné, na oběžnou dráhu Země, vedlo k jednomu z nejproduktivnějších období v historii kartografie. Toto nové objevování je srovnatelné pouze se zlatou érou mapování v šestnáctém a sedmnáctém století. Obrazová data uchovávají archívy Landsat již od počátku, tedy od roku 1972. Máme tak k dispozici přes 40 let nepřerušenou řadu snímků. Všechny tyto snímky byly a jsou neustále využívány ve výzkumu ekosystémů, současné změny klimatu, koloběhu vody či dopady lidské činnosti. Program Landsat se tímto zapsal do novodobé historie objevování.

## Landsat a počátky tohoto projektu
Landsat je program s řadou družicových misí, které byly a jsou určeny k pozorování Země. Tyto družice Landsat položily základy k civilnímu dálkovému průzkumu Země. Tento systém je řízený společnostmi NASA a USGS (USA). Než byly vypuštěny první družice Landsat, předcházely tomuto projektu dlouholeté výzkumy v oblasti pohybu těles po oběžné dráze. Moderní výzkumy se tímto problémem zabývaly po skončení druhé světové války. V 50. a 60. letech se zájem významně zvyšoval o toto téma, avšak v tomto období bylo vše zatím jen v rovině testování. Velkou inspirací pro vytvoření družic byly i snímky pořízené z oběžné dráhy prvními kosmonauty. Snímek státu Arizona zaujal tehdejšího ministra vnitra Stewarta Udalla. Na snímku bylo zřetelně vidět znečistění způsobené elektrárnami v oblasti Four Corners. O znečištění se sice vědělo, ale naskytl se nový a zřetelný pohled na situaci z vesmíru. Stewart Udall vyzval vládu k vytvoření programu družic dálkového průzkumu Země. Úsilí agentury NASA společně s ministerstvem vnitra vedlo nakonec k vytvoření projektu ERTS – Earth Resource Technology Satellite, tedy v češtině Technologické družice pro mapování zdrojů Země. Start první družice tohoto projektu se udál na kosmodromu u letecké základny Vandenberk v Kalifornii 23. července 1972. Družici vynesla na oběžnou dráhu nosná raketa Delta 900. Věda nazývaná dálkový průzkum Země se od vypuštění této družice začala rozvíjet. Kvalita snímků a spolehlivost družice předčila všechna očekávání. To vedlo agenturu NASA k vypuštění další družice v roce 1975. V té době se začaly prosazovat hlasy, které navrhovaly přejmenovat družice atraktivnějším jménem, než bylo ERTS. Pro projekt se zvolil nový název Landsat a první družice, obíhající tehdy už na orbitu Země, byla dodatečně přejmenována na Landsat 1.

## Nové objevy a zásluhy družic Landsat
Od vypuštění prvního satelitu uběhlo 43 let. V tomto časovém rozpětí pomohly družice Landsatu zmapovat špatně dostupná místa na Zemi. V sedmdesátých letech byla data z družice Landsat 1 použita k mapování kanadského pobřeží. Pomocí analýzy obrazových dat bylo odhaleno velké množství krajinných prvků, které v mapách tehdy ještě nebyly zakresleny. Jedním z těchto prvků byl i malý ostrov dvacet kilometrů severovýchodně od pobřeží Labradoru. Tento nově objevený ostrov je pojmenován po svém objeviteli – nese tedy jméno Landsat. Kromě tohoto ostrova pomohly družice Landsat zmapovat neznáma jezera, mnoho dalších ostrovů nebo i útes v Indickém oceánu.
Družice Landsat podrobně zaznamenávaly mnohdy i radikální proměny na zemském povrchu. Nepochybně zde patří proměna Aralského jezera, které před tím, než byly přesměrovány části vod z řek Amudarji a Syrdarji do zavlažovacích kanálů, bylo čtvrtým největším jezerem světa. Od sedmdesátých let jezero začalo pomalu vysychat. Posuny břehových linii dodnes zaznamenávají právě družice Landsat. Dalšími známými snímky jsou například záběry kuvajtských ropných polí během války v Perském zálivu. Ustupující irácká vojska se snažila napáchat co nejvíce škody a tak zapalovala ropná pole.  Snímky z této oblasti byly použity k lokalizaci a sledování pohybů oblaků kouře z hořících ropných vrtů.

## Další příklady využití družic Landsat

### Monitorování kvality vody
Družice Landsat a jejich snímkování jsou využívány pro potřeby zjišťovány kvality vody např. v jezerech. Konvenční měření kvality vody je náročné a nákladné, protože vyžaduje pravidelné odebírání vzorků. Některá jezera jsou i na špatně přístupných místech, což značně ztěžuje práci. Mnoho jezer je zřídka monitorována, takže přesná zhodnocení jejich stavu není možno sestavit. Avšak družicové monitorování se ukázalo jako vhodný podpůrný nástroj pro posouzení kvality vody. Pomocí dálkového průzkumu je možné zjistit kvalitu a průhlednost vody, včetně koncentrace chlorofylu.

### Monitorování výnosu zemědělských plodin
V Brazílii, která je jedním z největších vývozců zemědělských komodit, sledují pomocí družicového systému Landsat svou úrodu. Monitorování slouží hlavně k potřebám hlídání zdravotního stavu plodin během sezóny a pro odhad produkce a výnosu.

### Mapování lesních porostů
Pokrok v dálkovém průzkumu Země společně s pozemními technologiemi umožnily velmi podrobné monitorování lesů. Intenzivně se dnes mapují hlavně oblasti s tropickými lesy, které několik desetiletí čelí masivnímu odlesňování. Zjišťuje se hlavně odlesněná plocha a zdravotní stav vegetace.

### Mapování zastavěných ploch
Celosvětový trend stěhování obyvatel z venkova do měst má za následek rozšiřování zastavěných ploch na okrajích měst. Pomocí snímků s vysokým rozlišením lze mapovat rozrůstání zástavby až na úroveň jednotlivých domů. Družicové snímkování pomáhá i v plánování výstavby města. Mapování probíhá hlavně v rozvojových zemích, kde jsou tyto mapy těžko dostupné nebo neexistují. Vzhledem k velkým počtům populace v těchto oblastech je snaha o co nejefektivnější využití půdy.

## Družice Landsat

### Časový sled satelitů
| Družice   | Vypuštění na orbit | Stav                           |
| --------- | ------------------ | ------------------------------ |
| Landsat 1 | 23. července 1972  | 1978 ukončená činnost          |
| Landsat 2 | 22. ledna 1975     | 1981 ukončená činnost          |
| Landsat 3 | 5. březen 1978     | 1983 ukončená činnost          |
| Landsat 4 | 16. července 1982  | 1993 ukončená činnost          |
| Landsat 5 | 1. března 1984     | 2013 ukončená činnost          |
| Landsat 6 | 5. října 1993      | Havárie během startu           |
| Landsat 7 | 15. dubna 1999     | 7. února 2017 ukončena činnost |
| Landsat 8 | 11. února 2013     | Stále funkční                  |
| Landsat 9 | 27. září 2021      | Stále funkční                  |

### Landsat 1, 2 a 3
První tři Landsaty se pohybovaly po subpolární dráze přibližně ve výšce 900 kilometrů nad zemským povrchem. Jeden oběh trval družici 103 minut. Satelity snímaly zemský povrch ve 251 pásech – každý o šířce 185 kilometrů. Satelity tedy nasnímaly celou zeměkouli za 18 dní. Překryv pásu činil cca 14% na rovníku a 85% při přeletu v blízkosti pólů. Tyto první tři družice, označované také jako první generace, byly vybaveny dvěma snímacími aparaturami – RBV (Return Beam Vidicon) a MSS (Multispectral scanner). RBV byl speciální systém televizních kamer, zaměřující se na kartografické aplikace. MSS byl skener s geometrickým rozlišením 80 metrů a byl využíván pro spektrální analýzy snímků zemského povrchu. 
Technické parametry družic Landsat 1 – 3:
- Hmotnost: cca 953 kg
- Délka: 3 m
- Průměr: 1,5 m
- Senzory: RBV, MSS
- Nadmořská výška: 900 km
- Náklon: 99.2 °
- Průlet nad rovníkem: 9:30 ± 15 min
- Doba 1 oběhu: 103 minut
- Pokrytí celé zeměkoule: 18 dní [10]

### Landsat 4 a 5
Družice Landsat 4 a 5 navazují na své úspěšné předchůdce a přicházejí s vylepšenými snímacími aparaturami. Obě družice byly navrženy a postaveny ve stejné době. Landsat 4 byl vypuštěn na oběžnou dráhu dne 16. července 1982 a Landsat 5 1. března 1985. Skener MSS u obou družic zůstal stejný a to z důvodu tvorby dlouhodobé sledovací řady stejným zařízením (od roku 1972 se užívá dodnes). Televizní kamery RBV byly nahrazeny modernějším systémem Thematic Mapper. Tento systém se rychle stal nejpoužívanějším zdrojem družicových dat. Thematic Mapper má sedm spektrálních pásem a rozlišení 30 metrů. První čtyři pásma pracují v oblasti viditelného světla. Tyto pásma umožňují vytvářet obraz povrchu země ve skutečných barvách. Zbylé tři pásma pracují v infračerveném záření. To umožňuje co nejkontrastnější zobrazení snímaného povrchu. 
Landsat 4 a 5 se také na rozdíl od svých předchůdců pohybovaly po jiných drahách. Výška jejich letu byla změněna z 980 km na 705 km. Snímání Země probíhalo ve 233 pásmech, avšak jejich šíře zůstala nezměněna. Mírně se upravilo procento překrytí jednotlivých pásem. Překrytí činí 7% na rovníku a 84% v blízkosti pólů. Satelity dokázaly nasnímat celou zeměkouli za 16 dní. Landsat 4 byl vyřazen z provozu v roce 1993 poté, co mu selhaly poslední funkční systémy.  Landsat 5 byl vyřazen z provozu v 2013, za což si pro aktivní práci po dobu 28 let a 10 měsíců vysloužil zápis v Guinnessově knize rekordů. 
Technické parametry družic Landsat 4 – 5:
- Hmotnost: Landsat 4: cca 1 950 kg, Landsat 5: cca 2 200 kg
- Senzory: TM, MSS
- Nadmořská výška: 705 km
- Náklon: 98.2° °
- Průlet nad rovníkem: 9:45 ± 15 min
- Doba 1 oběhu: 99 minut
- Pokrytí celé zeměkoule: 16 dní [10]

### Landsat 6
Landsat 6 měl krátce po vypuštění závadu a nedostal se tak ani na oběžnou dráhu. Proto bylo prodlouženo aktivní využívání předcházejícího satelitu Landsat 5. Prodloužením provozu Landsat 5 byla zajištěna kontinuita získávání dat. Původně se Landsat 6 lišil od předchůdců tím, že nebyl vybaven aparaturou MSS. Thematic Mapper byl inovován a přejmenován na Enchanced Thematic Mapper (ETM). Nicméně kvůli nehodě nebylo možné ověřit funkčnost této aparatury v praxi. 
Technické parametry družice Landsat 6:
- Hmotnost: 2200 kg
- Délka: 4,3 m
- Průměr: 2,8 m
- Senzory: ETM
- Nadmořská výška: 900 km
- Náklon: 98.2 °
- Průlet nad rovníkem: 10:00 ± 15 min
- Pokrytí celé zeměkoule: 16 dní [10]

### Landsat 7
O šest let později po nezdařeném programu Landsat 6 následovalo vypuštění Landsatu 7. Nosná raketa Delta 2 vynesla a umístila družici na dráhu ve výšce 705 kilometrů. Provoz družice zajišťovalo do 1. 10. 2000 Goddardovo středisko kosmických letů NASA, a pak se této funkce ujal Geologický průzkum (USGS). Tento satelit má několik vylepšení oproti předešlým družicím této řady, avšak zachovává kontinuitu v datové řadě Thematic Mapperu zahájenou Landsatem 4 v roce 1984. Landsat 7 nese vylepšeny ETM +, který k sedmi spektrálním pásmům přidává panchromatické pásmo. Toto pásmo má rozlišení 15 metrů, což zlepšilo kvalitu obrazu pro kartografické operace. Plně funkční byl Landsat 7 pouze do roku 2003, kdy došlo k závadě výkyvného zrcátka, které pozorovacím senzorům zprostředkovávalo obraz Země. V důsledku této závady je od roku 2003 bez vad zobrazena pouze 1/8 scény – z plné scény 185 x 175 kilometrů je použitelný pás uprostřed o šířce 22 kilometrů, což využití dat pro následné analýzy značně limituje.  7. února 2017 byla činnost družice ukončena a nahrazena družicí Landsat 9. 
Technické parametry družice Landsat 7:
- Hmotnost: 2200 kg
- Délka: 4,3 m
- Průměr: 2,8 m
- Senzory: ETM+
- Nadmořská výška: 705 km
- Náklon: 98.2 °
- Průlet nad rovníkem: 10:00 ± 15 min
- Doba 1 oběhu: 99 minut
- Pokrytí celé zeměkoule: 16 dní [10]

### Landsat 8
11. února roku 2013 byla družice úspěšně vynesena na oběžnou dráhu ve výšce 705 kilometrů raketou Atlas 5. Bylo tak učiněno v zájmu zachování kontinuity snímání pevniny. Vše probíhalo ve spolupráci agentury NASA a USGS. Landsat 8 na své palubě nese přístroje OLI (Operational Land Imager) a TIRS (Thermal InfraRed Sensor). OLI pracuje v devíti pásmech viditelného a infračerveného spektra, přičemž zabírá pás široký 185 kilometrů. Přístroj pořizuje černobílá (panchromatická) data v rozlišení 15 metrů a barevná (multispektrální) data v rozlišení 30 metrů. TIRS pracuje v infračerveném spektru (zajišťuje tepelná data) a z vesmíru rozlišuje stometrové detaily. Plánovaná životnost Landsatu 8 je pět a čtvrt roku, přičemž množství pohonných látek má nejméně na dvojnásobnou dobu práce. Životnost družice je odvozena od životnosti přístroje OLI, který je nejdůležitější součástí této mise. Naproti tomu přístroj TIRS, který byl do projektu zařazen dodatečně, má životnost pouze tři roky. 
Technické parametry družice Landsat 8:
- Hmotnost: cca 2070 kg
- Délka: 3 m
- Průměr: 2,4 m
- Senzory: OLI, TIRS
- Nadmořská výška: 705 km
- Sklon: 98.2 °
- Průlet nad rovníkem: 10:00 ± 15 min
- Doba 1 oběhu: 99 minut
- Pokrytí celé zeměkoule: 16 dní [10]

### Landsat 9
Landsat 9 měl být původně vypuštěn na oběžnou dráhu v dubnu 2021, jeho start se však odložil kvůli pandemii covidu-19.  Družice byla úspěšně vypuštěn v pondělí 27. září 2021 z Vandenbergovy vesmírné základny v Kalifornii.  Skenery OLI-2 a TIRS-2, které družice Landsat 9 nese, jsou založeny na stejném principu jako skenery OLI a TIRS u předchozího modelu (Landsat 8). OLI-2 má vylepšenou metodu kvantování a TIRS-2 má prodlouženou životnost na 5 let vylepšenou využitelnost zpracování tepelných dat. 
Technické parametry družice Landsat 9:
- Hmotnost: cca 2071 kg
- Délka: 3 m
- Průměr: 2,4 m
- Senzory: OLI-2, TIRS-2
- Nadmořská výška: 705 km
- Sklon: 98.2 °
- Doba 1 oběhu: 99 minut
- Pokrytí celé zeměkoule: 14 dní [14][15]